# Mistrovství světa v orientačním běhu 2009
26. Mistrovství světa v orientačním běhu – bylo mistrovství, které se uskutečnilo ve dnech 16.–23. srpna 2009 s centrem ve městě Miskolc nacházejícím se v severním Maďarsku s administrativním centrem župy Borsod-Abaúj-Zemplén.
Česká televize z mistrovství připravila 40 minutovou reportáž.

## Program závodů
| Den       | Závod                | Centrum závodu   |
| --------- | -------------------- | ---------------- |
| 16. srpna | Kvalifikace – Middle | Bükkszentkereszt |
| 17. srpna | Kvalifikace – Long   | Bükkszentkereszt |
| 19. srpna | Finále – Middle      | Bánkút           |
| 20. srpna | Kvalifikace – Sprint | Miskolc          |
| 20. srpna | Finále – Sprint      | Miskolc          |
| 21. srpna | Štafety              | Bánkút           |
| 23. srpna | Finále – Long        | Szögliget        |

Nominační závody české reprezentace se konaly: 29. května (sprint Brno), 31. května (middle Maďarsko), 1. června (štafety s hromadným startem Maďarsko) a 3. června (long Slovensko).
| Jméno             | Rok narození | Klub                 | Disciplíny                           |
| ----------------- | ------------ | -------------------- | ------------------------------------ |
| Dana Brožková     | 1981         | SC Jičín             | middle, long, štafeta                |
| Radka Brožková    | 1984         | SC Jičín             | middle, long, náhradnice pro štafetu |
| Martina Dočkalová | 1983         | Lokomotiva Pardubice | long, sprint                         |
| Eva Juřeníková    | 1978         | Domnarvets GoIF      | long, sprint, štafeta                |
| Vendula Klechová  | 1981         | Halden SK            | middle, štafeta                      |
| Monika Topinková  | 1980         | OK 99 Hradec Králové | sprint                               |
| Tomáš Dlabaja     | 1983         | Žabovřesky Brno      | sprint, štafeta                      |
| Jan Mrázek        | 1981         | Sparta Praha         | sprint, (náhr. long)                 |
| Vojtěch Král      | 1988         | Severka Šumperk      | sprint                               |
| Jan Procházka     | 1984         | Praga Praha          | middle, long, štafeta                |
| Michal Smola      | 1981         | SKOB Zlín            | middle, long, štafeta                |
| Jan Šedivý        | 1984         | Praga Praha          | middle, long, (náhr. štafeta)        |
| náhradníci        |              |                      |                                      |
| Iveta Duchová     | 1986         | Lokomotiva Pardubice | middle, long, sprint                 |
| Štěpán Kodeda     | 1988         | SC Jičín             | middle, sprint                       |

## Závod ve sprintu
V dopoledních hodinách dne 20. srpna 2009 v maďarském městě Miskolc, proběhl kvalifikační závod ve sprintu. Běžely se tři rozběhy mužů i žen, kdy do finálového závodu postoupilo 45 závodníků. V ženské kategorii své rozběhy vyhrály: Elise Egsethová (Norsko), Helena Janssonová (Švédsko) a Minna Kauppiová (Finsko). V mužské kategorii své rozběhy vyhrály: Matthias Müller (Švýcarsko), Fabian Hertner (Švýcarsko) a Olav Lundanes (Norsko). Kvalifikačního závodu se zúčastnilo 6 českých reprezentantů a do finále postoupili všichni.
Poté v odpoledních hodinách se uskutečnil finálový běh na mapě Miskolc-Királyasztal o měřítku 1:4000 a ekvidistanci 2,5 m postavený Maďarem Szávou Zsigmondem. V mužské kategorii s přehledem (start – cíl) zvítězil obhájce loňského titulu rus Andrej Chramov před dvojicí Švýcarů Fabianem Hertnerem a Danielem Hubmannem. V ženské kategorii se stala vítězkou poprvé v kariéře Švédka Helena Janssonová před krajankou Linne Gustafssonovou a mnohonásobnou mistryní světa Švýcarkou Simone Niggli-Luderovou.

### Výsledky sprintu
| Muži                                                                             | Muži                                                                             | Muži                                                                             | Muži                                                                             | Muži                                                                             | Ženy                                                                                               | Ženy                                                                                               | Ženy                                                                                               | Ženy                                                                                               | Ženy                                                                                               |
| -------------------------------------------------------------------------------- | -------------------------------------------------------------------------------- | -------------------------------------------------------------------------------- | -------------------------------------------------------------------------------- | -------------------------------------------------------------------------------- | -------------------------------------------------------------------------------------------------- | -------------------------------------------------------------------------------------------------- | -------------------------------------------------------------------------------------------------- | -------------------------------------------------------------------------------------------------- | -------------------------------------------------------------------------------------------------- |
| - 3,15 km, 22 kontrol, 125m převýšení - mapa Miskolc-Királyasztal 1:4000 E 2,5 m | - 3,15 km, 22 kontrol, 125m převýšení - mapa Miskolc-Királyasztal 1:4000 E 2,5 m | - 3,15 km, 22 kontrol, 125m převýšení - mapa Miskolc-Királyasztal 1:4000 E 2,5 m | - 3,15 km, 22 kontrol, 125m převýšení - mapa Miskolc-Királyasztal 1:4000 E 2,5 m | - 3,15 km, 22 kontrol, 125m převýšení - mapa Miskolc-Királyasztal 1:4000 E 2,5 m | - 2,62 km, 18 kontrol, 105m převýšení - mapa Miskolc-Királyasztal 1:4000 E 2,5 m[nedostupný zdroj] | - 2,62 km, 18 kontrol, 105m převýšení - mapa Miskolc-Királyasztal 1:4000 E 2,5 m[nedostupný zdroj] | - 2,62 km, 18 kontrol, 105m převýšení - mapa Miskolc-Királyasztal 1:4000 E 2,5 m[nedostupný zdroj] | - 2,62 km, 18 kontrol, 105m převýšení - mapa Miskolc-Királyasztal 1:4000 E 2,5 m[nedostupný zdroj] | - 2,62 km, 18 kontrol, 105m převýšení - mapa Miskolc-Királyasztal 1:4000 E 2,5 m[nedostupný zdroj] |
| Umístění                                                                         | Země                                                                             | Jméno                                                                            | Čas                                                                              | Ztráta                                                                           | Umístění                                                                                           | Země                                                                                               | Jméno                                                                                              | Čas                                                                                                | Ztráta                                                                                             |
|                                                                                  | Rusko                                                                            | Andrej Chramov                                                                   | 15:10                                                                            |                                                                                  | | Švédsko                                                                                            | Helena Janssonová                                                                                  | 15:07                                                                                              | |
|                                                                                  | Švýcarsko                                                                        | Fabian Hertner                                                                   | 15:36                                                                            | +0:25                                                                            | | Švédsko                                                                                            | Linnea Gustafssonová                                                                               | 15:49                                                                                              | +0:41                                                                                              |
|                                                                                  | Švýcarsko                                                                        | Daniel Hubmann                                                                   | 15:38                                                                            | +0:27                                                                            | | Švýcarsko                                                                                          | Simone Niggli-Luderová                                                                             | 15:54                                                                                              | +0:46                                                                                              |
| 15.                                                                              | Česko                                                                            | Tomáš Dlabaja                                                                    | 16:31                                                                            | +1:20                                                                            | 14.                                                                                                | Česko                                                                                              | Eva Juřeníková                                                                                     | 16:25                                                                                              | +1:17                                                                                              |
| 35.                                                                              | Česko                                                                            | Vojtěch Král                                                                     | 17:28                                                                            | +2:17                                                                            | 31.                                                                                                | Česko                                                                                              | Monika Topinková                                                                                   | 18:01                                                                                              | +2:53                                                                                              |
| 36.                                                                              | Česko                                                                            | Jan Mrázek                                                                       | 17:29                                                                            | +2:19                                                                            | 35.                                                                                                | Česko                                                                                              | Martina Dočkalová                                                                                  | 18:12                                                                                              | +3:04                                                                                              |
| Oficiální výsledky: Ženy, Muži[nedostupný zdroj]                                 |                                                                                  |                                                                                  |                                                                                  |                                                                                  | | | | | |

## Závod na krátké trati (Middle)
Dne 16. srpna 2009 v maďarské obci Bükkszentkereszt, proběhl kvalifikační závod na krátké trati (Middle). Běžely se tři rozběhy mužů i žen, kdy do finálového závodu postoupilo 45 závodníků. V ženské kategorii své rozběhy vyhrály: Simone Niggli-Luderová (Švýcarsko), Marianne Andersenová (Norsko) a Lea Müllerová (Švýcarsko). V mužské kategorii své rozběhy vyhrály: Pavlo Ushvarok (Ukrajina), Matthias Merz (Švýcarsko) a Valentin Novikov (Rusko). Kvalifikačního závodu se zúčastnilo 6 českých reprezentantů a do finále postoupili všichni.
První finálový závod mistrovství světa proběhl v lyžařském středisku Bánkút dne 19. srpna 2009. Byl to fyzicky náročný závod postavený na mapě Bánkút o měřítku 1:10 000 a ekvidistanci 5 m, postavený Maďarem Jánosem Sőtérem. V mužské kategorii zvítězil, teď již sedminásobný mistr světa Francouz Thierry Gueorgiou před dvojicí Švýcarů Danielem Hubmannem a Matthiasem Merzem. V ženské kategorii zvítězila, teď již dvojnásobná mistryně světa Češka Dana Brožková před Norkou Marianne Andersenovou a Švýcarkou Simone Niggli-Luderovou.

### Výsledky závodu na krátké trati (Middle)
| Muži                                                                                  | Muži                                                                                  | Muži                                                                                  | Muži                                                                                  | Muži                                                                                  | Ženy                                                                                   | Ženy                                                                                   | Ženy                                                                                   | Ženy                                                                                   | Ženy                                                                                   |
| ------------------------------------------------------------------------------------- | ------------------------------------------------------------------------------------- | ------------------------------------------------------------------------------------- | ------------------------------------------------------------------------------------- | ------------------------------------------------------------------------------------- | -------------------------------------------------------------------------------------- | -------------------------------------------------------------------------------------- | -------------------------------------------------------------------------------------- | -------------------------------------------------------------------------------------- | -------------------------------------------------------------------------------------- |
| - 6,57 km, 25 kontrol, 275m převýšení - mapa: Bánkút 1:10 000 E 5 m[nedostupný zdroj] | - 6,57 km, 25 kontrol, 275m převýšení - mapa: Bánkút 1:10 000 E 5 m[nedostupný zdroj] | - 6,57 km, 25 kontrol, 275m převýšení - mapa: Bánkút 1:10 000 E 5 m[nedostupný zdroj] | - 6,57 km, 25 kontrol, 275m převýšení - mapa: Bánkút 1:10 000 E 5 m[nedostupný zdroj] | - 6,57 km, 25 kontrol, 275m převýšení - mapa: Bánkút 1:10 000 E 5 m[nedostupný zdroj] | - 5,34 km, 22 kontrol, 235m převýšení. - mapa: Bánkút 1:10 000 E 5 m[nedostupný zdroj] | - 5,34 km, 22 kontrol, 235m převýšení. - mapa: Bánkút 1:10 000 E 5 m[nedostupný zdroj] | - 5,34 km, 22 kontrol, 235m převýšení. - mapa: Bánkút 1:10 000 E 5 m[nedostupný zdroj] | - 5,34 km, 22 kontrol, 235m převýšení. - mapa: Bánkút 1:10 000 E 5 m[nedostupný zdroj] | - 5,34 km, 22 kontrol, 235m převýšení. - mapa: Bánkút 1:10 000 E 5 m[nedostupný zdroj] |
| Umístění                                                                              | Země                                                                                  | Jméno                                                                                 | Čas                                                                                   | Ztráta                                                                                | Umístění                                                                               | Země                                                                                   | Jméno                                                                                  | Čas                                                                                    | Ztráta                                                                                 |
|                                                                                       | Francie                                                                               | Thierry Gueorgiou                                                                     | 37:14                                                                                 |                                                                                       |                                                                                        | Česko                                                                                  | Dana Brožková                                                                          | 37:09                                                                                  |                                                                                        |
|                                                                                       | Švýcarsko                                                                             | Daniel Hubmann                                                                        | 37:43                                                                                 | +0:28                                                                                 |                                                                                        | Norsko                                                                                 | Marianne Andersenová                                                                   | 37:19                                                                                  | +0:10                                                                                  |
|                                                                                       | Švýcarsko                                                                             | Matthias Merz                                                                         | 38:10                                                                                 | +0:56                                                                                 |                                                                                        | Švýcarsko                                                                              | Simone Niggli-Luderová                                                                 | 37:58                                                                                  | +0:49                                                                                  |
| 11.                                                                                   | Česko                                                                                 | Michal Smola                                                                          | 39:47                                                                                 | +2:33                                                                                 | 12.                                                                                    | Česko                                                                                  | Radka Brožková                                                                         | 41:22                                                                                  | +4:13                                                                                  |
| 32.                                                                                   | Česko                                                                                 | Jan Šedivý                                                                            | 43:33                                                                                 | +6:19                                                                                 | 17.                                                                                    | Česko                                                                                  | Vendula Klechová                                                                       | 42:42                                                                                  | +5:33                                                                                  |
| DSQ.                                                                                  | Česko                                                                                 | Jan Procházka                                                                         |                                                                                       |                                                                                       |                                                                                        |                                                                                        |                                                                                        |                                                                                        |                                                                                        |
| Oficiální výsledky: Ženy[nedostupný zdroj], Muži                                      |                                                                                       |                                                                                       |                                                                                       |                                                                                       |                                                                                        |                                                                                        |                                                                                        |                                                                                        |                                                                                        |

## Závod na klasické trati (Long)
Dne 17. srpna 2009 v maďarské obci Bükkszentkereszt, proběhl kvalifikační závod na klasické trati (Long). Běžely se tři rozběhy mužů i žen, kdy do finálového závodu postoupilo 45 závodníků. V ženské kategorii své rozběhy vyhrály: Minna Kauppiová (Finsko), Simone Niggli-Luderová (Švýcarsko) a Marianne Andersenová (Norsko). V mužské kategorii své rozběhy vyhrály: Graham Gristwood (Spojené království), Baptiste Rollier (Švýcarsko) a Thierry Gueorgiou (Francie). Kvalifikačního závodu se zúčastnilo 7 českých reprezentantů a do finále postoupilo všech sedm.
Poslední finálový závod mistrovství světa proběhl v příhraniční obci Szögliget dne 23. srpna 2009. Byl to napínavý závod postavený na mapě Szögliget - Derenk o měřítku 1:15 000 a ekvidistanci 5 m, postavený Maďarem Tíborem Zsigmondem. V mužské kategorii zvítězil, teď již trojnásobný mistr světa Švýcar Daniel Hubmann před Francouzem Thierry Gueorgiou a Rusem běhajícím za Itálii Mikhailem Mamleevem. V ženské kategorii zvítězila, teď již patnáctinásobná mistryně světa, Švýcarka Simone Niggli-Luderová před Norkou Marianne Andersenovou a Finkou Minne Kauppiovou.

### Výsledky závodu na klasické trati (Long)
| Muži                                                                                               | Muži                                                                                               | Muži                                                                                               | Muži                                                                                               | Muži                                                                                               | Ženy                                                                                               | Ženy                                                                                               | Ženy                                                                                               | Ženy                                                                                               | Ženy                                                                                               |
| -------------------------------------------------------------------------------------------------- | -------------------------------------------------------------------------------------------------- | -------------------------------------------------------------------------------------------------- | -------------------------------------------------------------------------------------------------- | -------------------------------------------------------------------------------------------------- | -------------------------------------------------------------------------------------------------- | -------------------------------------------------------------------------------------------------- | -------------------------------------------------------------------------------------------------- | -------------------------------------------------------------------------------------------------- | -------------------------------------------------------------------------------------------------- |
| - 17,55 km, 33 kontrol, 750m převýšení - mapa: Szögliget - Derenk 1:15 000 E 5 m[nedostupný zdroj] | - 17,55 km, 33 kontrol, 750m převýšení - mapa: Szögliget - Derenk 1:15 000 E 5 m[nedostupný zdroj] | - 17,55 km, 33 kontrol, 750m převýšení - mapa: Szögliget - Derenk 1:15 000 E 5 m[nedostupný zdroj] | - 17,55 km, 33 kontrol, 750m převýšení - mapa: Szögliget - Derenk 1:15 000 E 5 m[nedostupný zdroj] | - 17,55 km, 33 kontrol, 750m převýšení - mapa: Szögliget - Derenk 1:15 000 E 5 m[nedostupný zdroj] | - 11,79 km, 27 kontrol, 490m převýšení - mapa: Szögliget - Derenk 1:15 000 E 5 m[nedostupný zdroj] | - 11,79 km, 27 kontrol, 490m převýšení - mapa: Szögliget - Derenk 1:15 000 E 5 m[nedostupný zdroj] | - 11,79 km, 27 kontrol, 490m převýšení - mapa: Szögliget - Derenk 1:15 000 E 5 m[nedostupný zdroj] | - 11,79 km, 27 kontrol, 490m převýšení - mapa: Szögliget - Derenk 1:15 000 E 5 m[nedostupný zdroj] | - 11,79 km, 27 kontrol, 490m převýšení - mapa: Szögliget - Derenk 1:15 000 E 5 m[nedostupný zdroj] |
| Umístění                                                                                           | Země                                                                                               | Jméno                                                                                              | Čas                                                                                                | Ztráta                                                                                             | Umístění                                                                                           | Země                                                                                               | Jméno                                                                                              | Čas                                                                                                | Ztráta                                                                                             |
| | Švýcarsko                                                                                          | Daniel Hubmann                                                                                     | 96:31                                                                                              | | | Švýcarsko                                                                                          | Simone Niggli-Luderová                                                                             | 77:26                                                                                              | |
| | Francie                                                                                            | Thierry Gueorgiou                                                                                  | 98:26                                                                                              | +1:55                                                                                              | | Norsko                                                                                             | Marianne Andersenová                                                                               | 79:17                                                                                              | +1:51                                                                                              |
| | Itálie                                                                                             | Mikhail Mamleev                                                                                    | 100:40                                                                                             | +4:09                                                                                              | | Finsko                                                                                             | Minna Kauppiová                                                                                    | 79:36                                                                                              | +2:10                                                                                              |
| 22.                                                                                                | Česko                                                                                              | Jan Šedivý                                                                                         | 107:37                                                                                             | +11:05                                                                                             | 4.                                                                                                 | Česko                                                                                              | Dana Brožková                                                                                      | 79:47                                                                                              | +2:21                                                                                              |
| 22.                                                                                                | Česko                                                                                              | Jan Procházka                                                                                      | 107:37                                                                                             | +11:05                                                                                             | 9.                                                                                                 | Česko                                                                                              | Eva Juřeníková                                                                                     | 83:48                                                                                              | +6:22                                                                                              |
| 38.                                                                                                | Česko                                                                                              | Jan Mrázek                                                                                         | 112:29                                                                                             | +15:58                                                                                             | 15.                                                                                                | Česko                                                                                              | Radka Brožková                                                                                     | 85:29                                                                                              | +8:03                                                                                              |
| | | | | | 25.                                                                                                | Česko                                                                                              | Martina Dočkalová                                                                                  | 90:13                                                                                              | +12:47                                                                                             |
| Oficiální výsledky: Ženy, Muži[nedostupný zdroj]                                                   | | | | | | | | | |

## Štafetový závod

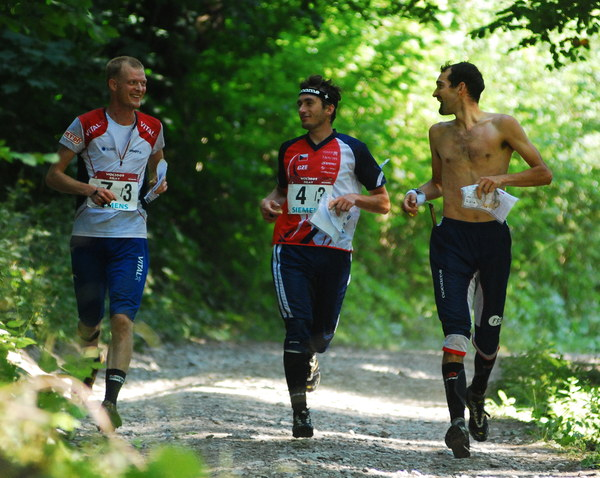
„Tým fair play“: zleva Anders Nordberg, Michal Smola a Thierry Gueorgiou

Štafetový závod mistrovství světa proběhl v lyžařském středisku Bánkút dne 21. srpna 2009. Byl to dramatický závod postavený na mapě Bánkút o měřítku 1:10 000 a ekvidistanci 5 m, postavený Maďarem Áronem Lessem. V mužské kategorii zvítězila štafeta Švýcarska před Ruskem a Finskem. Tento závod ovlivnila dramatická situace se zraněním Švédského závodníka Martina Johanssona, který si nešťastně probodl stehno větví. Členové vedoucích tří štafet Francie (Thierry Gueorgiou), Norska (Anders Nordberg) a Česka (Michal Smola) nepokračovali do cíle a místo toho pomohli zraněnému soupeři. Pomoc zraněnému soupeřovi tak zvítězila nad soubojem o mistrovské medaile. Při vyhlášení výsledků závodníci prvních tří štafet nestáli na stupních vítězů a odmítli si nechat pověsit medaile na krk, převzali je jen do ruky. Tak přiznali, že za normálního průběhu by medaile patřily někomu jinému. Michal Smola pak za svůj čin dostal hlavní cenu Českého klubu fair play za rok 2009.
V ženské kategorii zvítězila štafeta Norska před Švédskem a Finskem.

### Výsledky štafetového závodu
| Muži | Muži | Muži | Muži | Muži | Ženy | Ženy | Ženy | Ženy | Ženy |
| --- | --- | --- | --- | --- | --- | --- | --- | --- | --- |
| - 1. úsek: 5,96 km, 17 kontrol, 240m převýšení - 2. úsek: 8,76 km, 22 kontrol, 350m převýšení - 3. úsek: 8,72 km, 23 kontrol, 350m převýšení - mapa: Bánkút 1:15 000 E 5 m[nedostupný zdroj] | - 1. úsek: 5,96 km, 17 kontrol, 240m převýšení - 2. úsek: 8,76 km, 22 kontrol, 350m převýšení - 3. úsek: 8,72 km, 23 kontrol, 350m převýšení - mapa: Bánkút 1:15 000 E 5 m[nedostupný zdroj] | - 1. úsek: 5,96 km, 17 kontrol, 240m převýšení - 2. úsek: 8,76 km, 22 kontrol, 350m převýšení - 3. úsek: 8,72 km, 23 kontrol, 350m převýšení - mapa: Bánkút 1:15 000 E 5 m[nedostupný zdroj] | - 1. úsek: 5,96 km, 17 kontrol, 240m převýšení - 2. úsek: 8,76 km, 22 kontrol, 350m převýšení - 3. úsek: 8,72 km, 23 kontrol, 350m převýšení - mapa: Bánkút 1:15 000 E 5 m[nedostupný zdroj] | - 1. úsek: 5,96 km, 17 kontrol, 240m převýšení - 2. úsek: 8,76 km, 22 kontrol, 350m převýšení - 3. úsek: 8,72 km, 23 kontrol, 350m převýšení - mapa: Bánkút 1:15 000 E 5 m[nedostupný zdroj] | - 1. úsek: 4,88 km, 15 kontrol, 190m převýšení - 2. úsek: 6,94 km, 18 kontrol, 260m převýšení - 3. úsek: 7,19 km, 19 kontrol, 270m převýšení - mapa: Bánkút 1:15 000 E 5 m[nedostupný zdroj] | - 1. úsek: 4,88 km, 15 kontrol, 190m převýšení - 2. úsek: 6,94 km, 18 kontrol, 260m převýšení - 3. úsek: 7,19 km, 19 kontrol, 270m převýšení - mapa: Bánkút 1:15 000 E 5 m[nedostupný zdroj] | - 1. úsek: 4,88 km, 15 kontrol, 190m převýšení - 2. úsek: 6,94 km, 18 kontrol, 260m převýšení - 3. úsek: 7,19 km, 19 kontrol, 270m převýšení - mapa: Bánkút 1:15 000 E 5 m[nedostupný zdroj] | - 1. úsek: 4,88 km, 15 kontrol, 190m převýšení - 2. úsek: 6,94 km, 18 kontrol, 260m převýšení - 3. úsek: 7,19 km, 19 kontrol, 270m převýšení - mapa: Bánkút 1:15 000 E 5 m[nedostupný zdroj] | - 1. úsek: 4,88 km, 15 kontrol, 190m převýšení - 2. úsek: 6,94 km, 18 kontrol, 260m převýšení - 3. úsek: 7,19 km, 19 kontrol, 270m převýšení - mapa: Bánkút 1:15 000 E 5 m[nedostupný zdroj] |
| Umístění | Země | Jméno | Čas | Ztráta | Umístění | Země | Jméno | Čas | Ztráta |
| | Švýcarsko | Baptiste Rollier Daniel Hubmann Matthias Merz | 142:49 | | | Norsko | Betty Ann Bjerkreim Nilsenová Anne Margrethe Hauskenová Marianne Andersenová | 133:12 | |
| | Rusko | Dmitrij Cvetkov Valentin Novikov Andrej Chramov | 145:13 | +2:24 | | Švédsko | Karolina Arewång-Höjsgaardová Kajsa Nilssonová Helena Janssonová | 133:29 | +0:17 |
| | Finsko | Topi Anjala Tero Föhr Mats Haldin | 145:16 | +2:26 | | Finsko | Bodil Holmströmová Merja Rantanenová Minna Kauppiová | 135:26 | +2:14 |
| 27. | Česko | Tomáš Dlabaja Jan Procházka Michal Smola | 181:37 | +38:48 | 5. | Česko | Radka Brožková Eva Juřeníková Dana Brožková | 136:27 | +3:14 |
| Oficiální výsledky: Ženy, Muži[nedostupný zdroj] | | | | | | | | | |

## Medailová klasifikace podle zemí

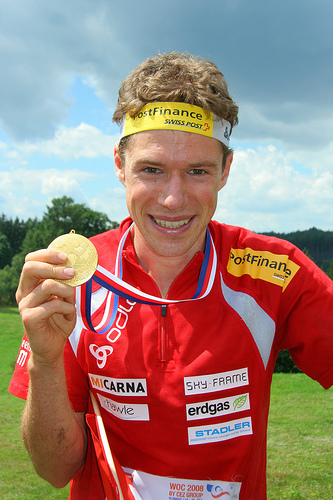
Nejúspěšnějším závodníkem se dvěma zlatými, jednou stříbrnou a jednou bronzovou medailí se stal Švýcar Daniel Hubmann

Úplná medailová tabulka:
| Medailová klasifikace podle zemí | Medailová klasifikace podle zemí | Medailová klasifikace podle zemí | Medailová klasifikace podle zemí | Medailová klasifikace podle zemí | Medailová klasifikace podle zemí |
| Umístění                         | Země                             | Zlato                            | Stříbro                          | Bronz                            | Součet                           |
| -------------------------------- | -------------------------------- | -------------------------------- | -------------------------------- | -------------------------------- | -------------------------------- |
|                                  | Švýcarsko                        | 3                                | 2                                | 4                                | 9                                |
|                                  | Norsko                           | 1                                | 2                                | -                                | 3                                |
|                                  | Švédsko                          | 1                                | 2                                | -                                | 3                                |
| 4.                               | Rusko                            | 1                                | 1                                | -                                | 2                                |
| 4.                               | Francie                          | 1                                | 1                                | -                                | 2                                |
| 6.                               | Česko                            | 1                                | -                                | -                                | 1                                |
| 7.                               | Finsko                           | -                                | -                                | 3                                | 3                                |
| 8.                               | Itálie                           | -                                | -                                | 1                                | 1                                |